# Safa Geraj
Safa Geraj (tatarsko Safagäräy, krimsko tatarsko Safa Geray, iske imla صفا گرای) je bil trikrat kan Kazanskega kanata (1524-1531, 1535–1546, 1546-1549), * 1510, Bahčisaraj, † 1549, Kazan, Kazanski kanat.
Bil je nečak svojega predhodnika Sahiba Geraja in brat kana Mohameda Geraja.

## Vladanje
Ko se je leta 1524 Kazanu približevala velika ruska vojska, je kan Sahib Geraj pobegnil iz mesta. Njegovo mesto je prevzel trinajstletni nečak Safa Geraj. Rusko obleganje Kazana je bilo neuspešno in njihova vojska se je umaknila. Leta 1530 je druga ruska vojska požgala del Kazana, Safa Geraj pa je pobegnil v Arsk. Proruska stranka  ga je odstavila in za novega kana imenovala Džangalija.
Štiri leta kasneje je kazansko plemstvo izgnalo ali ubilo kana Džangalija in na prestol vrnilo Safa Geraja. Po vrnitvi se je poročil  z Džangalijevo ženo (ali vdovo) Sujumbike. Prosruska stran je želela ustoličiti Džangalijevega brata Šahgalija, vendar ji to ni uspelo. Izbira protiruskega kana je sprožila obmejne spopade  okoli Nižnega Novgoroda. Leta 1537 ali 1538 je Safa Geraj požgal obrobje Muroma in se po približevanju ruske vojske umaknil. Leta 1546 je v Kazanu izbruhnil upor. Safa Geraj je pobegnil k svojemu tastu Jusufu v Nogajsko hordo. Kazanski prestol je zasedel proruski Šahgali.
Šahgali je spoznal, da v Kazanskem kanatu ne bo mogel vladati kot samostojen vladar in hkrati ruski vazal, zato je po nekaj mesecih vladanja pobegnil. Vrnil se je z vojsko nogajskih vojakov, ki jo je Šahgali porazil. Voditelji proruske stranke so pobegnili. Konec leta 1547 je Ivan Grozni osebno vodil zimski pohod proti Kazanskemu kanatu. Zaradi nepričakovane odjuge so poti in reke postale neprehodne, zato se je vrnil v Moskvo. Del njegove vojske je nadaljeval pohod in se po nekaj bitkah umaknil.

## Smrt
Safa Geraj je leta 1549 umrl. Vzrok njegove smrti ni jasen. Domneva se, da so ga zastrupili. Nasledil ga je mladoletni sin Utamiš Geraj pod Sujumbikinim regentstvom.

## Sklic
1. 1 2  Чувашская энциклопедия — Чувашское книжное издательство, 2006. — 2567 с. — ISBN 978-5-7670-1471-2
2. ↑  М.Г. Худяков. Очерки по истории Казанского ханства. Мoskva, 1991 (v ruščini).

## Vira
- Henry Hoyle Howorth (1880). History of the Mongols. Part 2, STR. 388-392, 400-403, 404-405.
- М.Г. Худяков. Очерки по истории Казанского ханства. Мoska, 1991 (v rzščini).

| Safa Geraj Dinastija GerajRojen: 1510 Umrl: 1549 |                                 |                         |
| Vladarski nazivi                                 |                                 |                         |
| Predhodnik: Sahib Geraj                          | Kan Kazanskega kanata 1524–1531 | Naslednik: Džangali     |
| Predhodnik: Džangali                             | Kan Kazanskega kanata 1535–1546 | Naslednik: Šahgali      |
| Predhodnik: Šahgali                              | Kan Kazanskega kanata 1546–1549 | Naslednik: Utamiš Geraj |